# Evangelische Kirche (Schwabenrod)

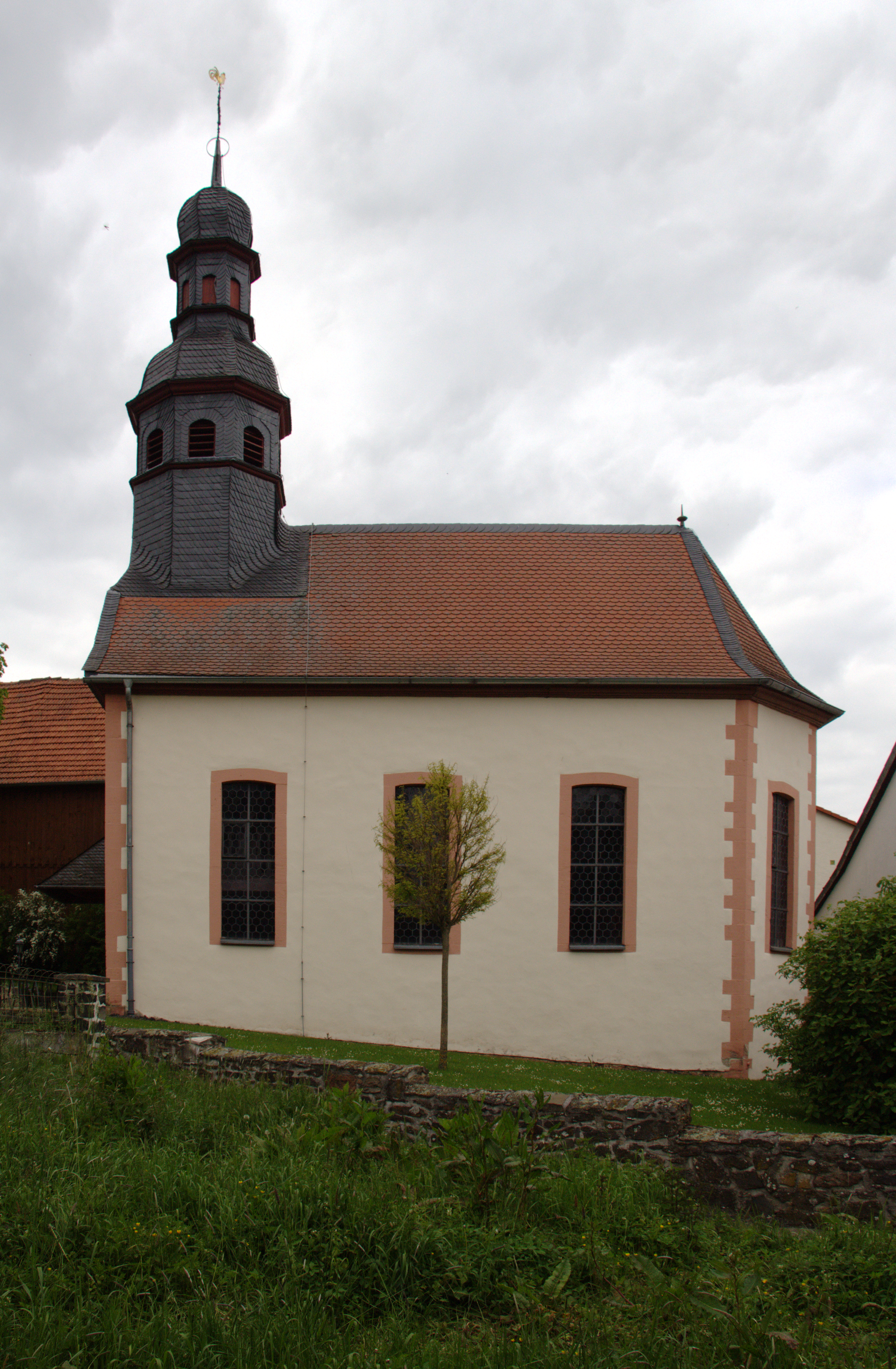
Evangelische Kirche (Schwabenrod)

Die evangelische Kirche Schwabenrod ist ein denkmalgeschütztes Kirchengebäude, das in Schwabenrod steht, einem Stadtteil von Alsfeld im Vogelsbergkreis (Hessen). Die Kirchengemeinde gehört zum Dekanat Vogelsberg in der Propstei Oberhessen der Evangelischen Kirche in Hessen und Nassau.

## Beschreibung
Die Saalkirche aus verputztem Mauerwerk wurde nach einem Entwurf von Johann Helfrich Müller, dem letzten Spross einer Architektendynastie, gebaut. Der Schlussstein über dem Portal trägt die Jahreszahl 1755. Die Gebäudekanten sind mit Ecksteinen versehen. Der Chor hat einen polygonalen Abschluss. Das Satteldach des Kirchenschiffs liegt auf einem Kehlbalkendachstuhl auf. Im Westen erhebt sich ein achteckiger Dachreiter, auf dessen glockenförmige Haube eine Laterne sitzt. 
Der Innenraum ist mit einer Volutendecke überspannt, die an einem Unterzug befestigt ist. Die Brüstungen der dreiseitig umlaufenden Emporen sind bemalt. Zur Kirchenausstattung aus der Bauzeit gehören die Kanzel und ein hölzerner, von der Decke schwebender Taufengel.